# Referéndum constitucional de Malí de 2023
El 18 de junio de 2023 se celebró un referéndum constitucional en Malí. Inicialmente estaba previsto para el 9 de julio de 2017. Sin embargo, a finales de junio de 2017 se pospuso sin fecha fijada, antes de ser reactivado a mediados de abril de 2021, con fecha fijada para el 31 de octubre de 2021. Debido al golpe de Estado en Malí de 2021, se pospuso indefinidamente, con planes para que se lleve a cabo en 2024. Posteriormente se programó para el 19 de marzo de 2023, pero luego se pospuso nuevamente.  El 5 de mayo de 2023, la junta gobernante anunció en un decreto que se celebraría el 18 de junio.

## Cambios constitucionales
Las enmiendas propuestas a la constitución incluyeron lo siguiente:
- Se crearían dos nuevas regiones de acuerdo con un acuerdo de 2015 con los separatistas en el norte de Malí.[7] Ocho regiones comprenderían el resto del país.
- Se reforzarían los poderes del presidente,[7] creando efectivamente un sistema presidencial en el que permanecería el puesto de primer ministro. Como tal, el primer ministro sería responsable ante el presidente, quien ahora dirige la política gubernamental (y el primer ministro la implementa), en lugar de ante la Asamblea Nacional.[8]
- El Presidente actuaría como jefe del Consejo Supremo del Poder Judicial, tendría poderes significativos para nombrar la administración civil y militar, disolvería la legislatura, presentaría proyectos de ley al parlamento, exigiría que el parlamento (a través del gobierno) votara un proyecto de ley en una sola votación. sobre las enmiendas propuestas o aceptadas por el gobierno, solicitar al parlamento, a través del gobierno, que autorice ordenanzas de duración limitada sobre cuestiones normalmente reservadas a la elaboración de leyes parlamentarias, y nombrar al presidente del Tribunal Constitucional (la composición general del tribunal está formada por de dos personas designadas por el presidente, uno cada uno por el presidente del Senado y uno de la Asamblea Nacional, dos por el Consejo Supremo de la Judicatura, dos como profesores-investigadores en derecho público designados por un colegio constituido por los rectores de las universidades de derecho público, y uno por el Colegio de Abogados. A cada miembro se le asigna un mandato no renovable de siete años).[9]
- La amnistía se otorgaría explícitamente a quienes participaron en el golpe de Estado de Malí de 2020 y la siguiente junta gobernante durante ese tiempo.[10]
- Se crearía una nueva cámara alta del parlamento, conocida como Senado, con una cuarta parte de sus miembros designados por el presidente. La representación se basaría en las regiones, lo que brindaría más representación al norte, escasamente poblado pero extenso, y los miembros restantes serían elegidos indirectamente por las autoridades locales.[9] Además, todos los miembros del parlamento se verán obligados a declarar su riqueza, en un intento por combatir la corrupción.[11][12]
- El presidente también puede convocar referendos sobre "cualquier cuestión de interés nacional o cualquier proyecto de ley relativo a la organización de las instituciones del Estado, previa recepción de la opinión consultiva del Tribunal Constitucional".
- El mandato presidencial se mantiene sin cambios (elegido directamente por cinco años, con un máximo de dos mandatos) y está arraigado, junto con el carácter del Estado como república laica, así como el sistema multipartidista.[9][8] El presidente también debe tener entre 35 y 75 años, ser ciudadano maliense por nacimiento y poseer únicamente la ciudadanía maliense.
- El presidente puede ser acusado por el poder legislativo, pero sólo por alta traición, y sólo después de que tres cuartas partes de los miembros de una cámara legislativa presenten una moción de destitución, aprobada por una comisión de investigación y luego votada por mayoría absoluta de quince. con días de diferencia por cada una de las dos cámaras, lo que hace que el proceso sea extremadamente difícil. La destitución en sí sólo se produce si el parlamento reunido en el congreso vota por mayoría cualificada de tres cuartas partes de sus miembros.
- El francés, que anteriormente era una lengua oficial, sería degradado a lengua de trabajo, y todas las demás lenguas nativas designadas como "lenguas nacionales" recibirían estatus oficial.[9][8][13]
- El matrimonio se definiría como "una unión entre un hombre y una mujer", prohibiendo efectivamente el matrimonio entre personas del mismo sexo.[14]
- Cualquier futura revisión constitucional debe ser votada a favor por dos tercios de cada una de las dos cámaras de la legislatura, seguida de su aprobación en referéndum.

## Campaña
El referéndum fue apoyado por la Unión para la República y la Democracia y la Alianza Democrática para la Paz, mientras que parte de la oposición (incluida la Convergencia para el Desarrollo de Malí) se opuso, señalando que según la constitución anterior una votación en la legislatura sería Necesitaba aprobarlo primero. Además, se puso en duda la composición de la autoridad electoral, ya que el líder de la junta, Assimi Goita, nombró a diez de sus quince miembros en lugar de los tres previstos por la ley. La Liga Malí de Imames y Académicos para la Solidaridad Islámica en Malí se opuso a mantener la mención de que el país es un estado secular.

## Resultados
La nueva constitución fue aprobada por el 97% de los votos emitidos, con una participación del 38% de los votantes registrados, ligeramente por debajo de la votación sobre el texto de 1992. El 22 de julio, el Tribunal Constitucional certificó los resultados y declaró en vigor la nueva Constitución.